# 森乃葉りふ
森乃 葉りふ（もりの はりふ）は、日本の漫画家、イラストレーター(ペンネームの区切りは"森乃葉 りふ"ではなく、"森乃 葉りふ"である)。

## 主な作品

### 連載
- 隣人を妹せよ!（『まんが4コマぱれっと』2012年6月号 - 2020年4月号、一迅社、全8巻）
- その劣等生、実は最強賢者（『一迅社プラス』2022年4月 - 連載中、一迅社、既刊4巻）

### アンソロジー
- 真・恋姫無双～萌将伝～ コミックアンソロジー
- 探偵オペラミルキィホームズ コミックアンソロジー
- ゆるゆり コミックアンソロジー
- 4コマ公式アンソロジー とある科学の超電磁砲×とある魔術の禁書目録 2